# Galaxia de bajo brillo superficial

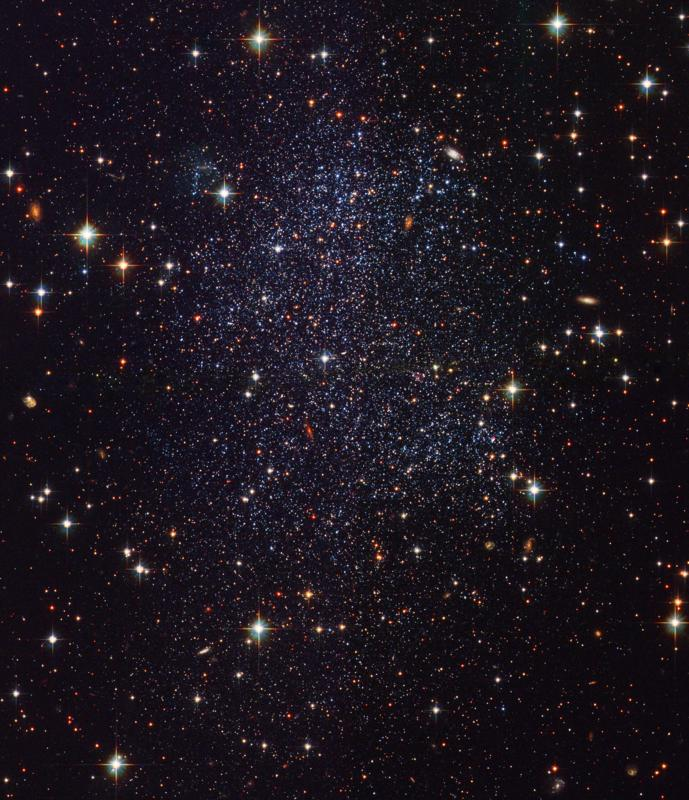
Enana Irregular de Sagitario (SagDIG).

Las galaxias de bajo brillo superficial o galaxias LSB (de las siglas en inglés de Low Surface Brightness) son galaxias muy difusas que emiten mucha menos luz por unidad de área que las galaxias normales.
Las galaxias de bajo brillo superficial son difíciles de detectar porque su brillo es apenas algo mayor que la del fondo interestelar. La primera galaxia de este tipo descubierta fue Malin 1 en 1987. Esta galaxia es cinco veces mayor que la Vía Láctea pero solo tiene el 1 % de la luminosidad de una galaxia normal. Sin embargo, dentro de este tipo de galaxias, son más comunes las galaxias enanas.
Se piensa que las galaxias LSB pueden suponer el 50 % de las galaxias existentes y que en su centro hay una gran cantidad de materia oscura, hasta el punto de que pueden suponer la mayor parte de la masa del universo. Su evolución parece ser mucho más lenta que la de galaxias normales, y aparecen todas ellas en un estado temprano de formación. Tienden a estar más aisladas y a contener más gas de baja densidad, lo que dificulta la formación estelar. Como la formación estelar es la fuente de producción de elementos pesados, estas galaxias se caracterizan por su baja metalicidad.

## Principales galaxias de bajo brillo superficial
- Enana Irregular de Sagitario (SagDIG)
- Enana de Fénix
- Enana de Sculptor
- Enana de Pegaso
- Wolf-Lundmark-Melotte (WLM)
- Sextans A
- Sextans B